# Accidente de Los Alfaques
El accidente del camping de Los Alfaques fue una tragedia con 215 fallecidos que se produjo el 11 de julio de 1978 en un camping de playa. El camping estaba situado en el municipio de Alcanar, comarca del Montsiá en la provincia de Tarragona (España), a solo 3 km del núcleo urbano de San Carlos de la Rápita. Allí tuvo lugar un gravísimo accidente por la explosión de un camión cisterna que transportaba propileno licuado. El resultado fue de 215 fallecidos, más de 300 heridos graves, y la destrucción de la mayor parte del camping.

## Descripción detallada
El 11 de julio de 1978, un camión cisterna cargado con 25 toneladas de propileno licuado salió desde Tarragona de la refinería Enpetrol y se dirigió hacia el sur por la vieja N-340, hacia Alicante. La cisterna tenía una capacidad aproximada de 45 metros cúbicos y una capacidad legal máxima de 19,35 toneladas de carga de 8 bar (unas 8 atmósferas). Sin embargo, como demostró la investigación posterior, esta capacidad fue sobrepasada con creces. Por si fuera poco la cisterna,  fabricada en acero, no disponía de ningún sistema de alivio de presión.
La secuencia de la tragedia se inició cuando el conductor del camión decidió conducir por la N-340 en dirección sur. Después de recorrer 102 kilómetros —en el punto kilométrico 159,5— a las 14:35, al pasar por delante del camping Los Alfaques, ocurrió la catástrofe. En ese momento, el lugar tenía registradas unas 800 personas, y se estima que entre 300 y 400 se encontraban dentro del radio de la explosión, calculado entre 0,5 y 1 km, que mató instantáneamente a 158 personas.
En la investigación subsiguiente se expuso como hipótesis más probable que el camión cisterna estaba sobrecargado, ya que llevaba unas 25 t en vez de las 19 máximas reglamentarias. Aquella cantidad ocupaba totalmente el espacio disponible de la cisterna, que de este modo quedaba llena al 100 %. A pesar de que inicialmente el líquido se encontraba muy frío, debido a la larga exposición al sol durante el viaje, la carga se fue calentando y con ella se generó una expansión del líquido contenido, el cual, al carecer de espacio para expandirse, elevó la presión interna muy por encima de la que correspondería a su punto de equilibrio líquido-vapor (límite para el que estaba diseñada la cisterna). A consecuencia del exceso de presión, el tanque de acero reventó posiblemente por rotura de una de las soldaduras que unían dos secciones cilíndricas de la cisterna, desdoblándola en dos piezas. En ese instante, el propileno licuado se encontró sin una pared de contención y se liberó bruscamente, al igual que ocurriría en un cohete a reacción. 
El gas licuado, al verse libre y encontrar numerosos puntos productores de chispas por los rozamientos, se incendió, generando una explosión cuyo empuje partió el camión en dos, proyectando sus mitades en direcciones opuestas a lo largo de cientos de metros. Como resultado, la parte delantera de la cisterna y la tractora del camión sufrieron un impulso hacia delante en la dirección de la carretera. La parte posterior, mucho mayor, salió despedida hacia atrás, desviándose ligeramente de la carretera y proyectándose más de 200 metros campo a través hasta alcanzar el edificio de un restaurante. Visto el ángulo que formaron las dos partes de la cisterna se puede inferir que la rotura de la soldadura empezó por el lado del mar, justo apuntando al camping de los Alfaques. Las dos piezas en que se rompió la cisterna se proyectaron hacia la montaña, mientras que el líquido incendiado se proyectó hacia el camping. La deflagración del líquido arrastró una pieza inerte de la cisterna, su cobertura, que se encontró en el centro del camping, concretamente en la zona de mayor devastación.
Durante la explosión, la bola de fuego cubrió en un instante la mayor parte del camping, afectando la plaza situada al sur de la calle y a muchos de los veraneantes que estaban allí. Además, las altas temperaturas de más de 2000 °C hicieron que la gran cantidad de bombonas de gas que había en el propio camping se inflamaran, sumándose al incendio de la explosión. Según los testigos presenciales, la temperatura en la zona fue tan alta que hizo hervir el agua de la orilla del mar hacia donde huían las víctimas.
Fallecieron 158 personas en el acto, incluido el conductor del camión. Sin embargo, si la explosión se hubiese producido pocos minutos antes, las consecuencias habrían sido desproporcionadas, ya que la carretera N-340 pasa también por el centro de San Carlos de la Rápita, que en esa época del año podía albergar a unas 20 000 personas, entre residentes y turistas. Se calcula que la explosión se produjo justo un minuto después de abandonar el núcleo urbano, lo que atenuó que la explosión hubiese sido más devastadora en cuanto a víctimas y destrozos materiales se refiere.

## Posibles causas

Los tres pasos de un BLEVE:
1-Un agujero en el tanque causa una fuga de gas (y algunas veces una primera "explosión").
2-La fuga provoca una caída de presión; El gas licuado comienza a hervir.
3-La presión aumenta debido a la ebullición, lo que provoca la explosión.

El análisis del accidente ha determinado tres posibles causas:
- El sobrellenado del tanque causó la ruptura hidráulica de la cisterna, con la consecuente evaporación y expansión del gas licuado, lo que provocó una explosión de tipo BLEVE. Ésta fue la causa oficial según el tribunal de Tarragona.

- Una fuga en la cisterna produjo una nube inflamable de propileno que se incendió al encontrar un punto de ignición. El calor del incendio produjo el calentamiento del interior del tanque, causó un aumento de la presión interna al evaporarse el propileno, lo que produjo igualmente una BLEVE.

- El camión sufrió un accidente de tráfico con fuga de propileno que se incendió y dio lugar a una súbita bola de fuego.

Muchas de las personas fueron trasladadas a los hospitales cercanos, principalmente a la Clínica Arrosera de Amposta que era la más cercana al lugar de los hechos, y al Hospital Verge de la Cinta de Tortosa, que recibió a más de 80 quemados graves que fueron trasladados a Barcelona. Muchos fueron enviados a la unidad de quemados del Hospital La Fe de Valencia y al Hospital Valle de Hebrón de Barcelona, ambos centros de referencia para grandes quemados.

## Reacción inmediata
Los periódicos divulgaron que la tragedia duró aproximadamente 45 minutos, desde la explosión a la llegada de las primeras fuerzas de rescate al lugar del accidente. Mientras tanto los veraneantes y una gran cantidad de residentes locales, de La Rápita, ya trasladaban a los afectados a centros médicos en sus propios coches o autocaravanas. Las ambulancias y otras unidades de emergencia fueron llegando gradualmente al lugar. La Guardia Civil y el ejército recorrieron el camping arrasado buscando supervivientes.
Los heridos fueron trasladados a los hospitales de Barcelona y Madrid, así como a la unidad de quemados del antiguo Hospital Universitario de La Fe de Valencia. Durante los días y semanas posteriores fallecieron otros 70 veraneantes debido a la gravedad de las quemaduras. En total murieron 243 personas, entre ellos muchos turistas alemanes, así como franceses y belgas. Además, más de 300 personas sufrieron graves quemaduras de consecuencias persistentes.
En el accidente, dos terceras partes del camping, sobre una superficie de 700 × 450 m, fueron destruidas, aunque la parte norte del recinto permaneció casi intacta. La discoteca que había enfrente quedó completamente destruida por la fuerza de la onda expansiva, dándose la casualidad de que la familia propietaria estaba dentro limpiándola. Allí murieron cuatro adultos y dos menores, los únicos de la localidad, junto a un obrero que realizaba obras en un chalet cercano a la zona. La parte posterior del tanque de combustible se desplazó 300 metros empotrándose en un edificio. 
La gravedad de las quemaduras dificultó la identificación de las víctimas. El trabajo de la Comisión de Identificación y el Departamento de Investigación Criminal de Alemania permitió la identificación de todas. Voluntarios del Hospital Verge de la Cinta de Tortosa extrajeron muestras de sangre ventricular de 105 de los cuerpos del accidente, que se encontraban en el cementerio de Tortosa.

## Consecuencias y responsabilidades
A raíz de este accidente se promulgaron regulaciones más severas en relación con el transporte de materias peligrosas. Se prohibió el paso de camiones cisterna con productos peligrosos por las travesías urbanas y se les obligó a circular por las autopistas. También se mejoró la seguridad de vehículos y transportistas a través de nuevas reglamentaciones sobre transporte de mercancías peligrosas por carretera, tales como la obligatoriedad de la instalación de válvulas de alivio de presión en las cisternas que transportan determinadas sustancias, como gases licuados inflamables.
En 1982 se determinó la responsabilidad de dos empresas acusadas de negligencia («imprudencia temeraria») y sentenciadas al encarcelamiento por un año de sus directivos. En subsecuente acción civil, se obligó en 1982 y 1983 a las empresas Cisternas Reunidas y Enpetrol a pagar compensaciones por un total de 2200 millones de pesetas, el equivalente a 13,23 millones de euros, sin tener en cuenta la inflación.
El camping fue reconstruido en seis meses y hoy continúa su actividad. En una de las paredes exteriores del recinto se creó un mural en memoria de las víctimas, con una estrella y una inscripción por cada una.

## Películas y libros basados en el suceso
- Tarragona - Paraíso en llamas (en alemán: Tarragona – Ein Paradies in Flammen, 2007). Es una telepelícula alemana dirigida por Peter Keglevic que narra los sucesos ocurridos en el campamento en 1978, centrándose en la historia de numerosos turistas alemanes.
- También se han producido numerosos documentales, reportajes, series y libros, debido al impacto mediático que provocó el accidente.
- En 2010, Clemente Rodríguez Navarro publicó Como una medusa de fuego, novela basada en esta catástrofe. Fue publicada por SIAL Ediciones y está disponible en Amazon.
- En 2013, el periodista Javier Pérez Campos publicó Los ecos de la tragedia, sobre el suceso y los supuestos fenómenos extraños que se producen en el camping.
- En 2024, la escritora alicantina Clàudia Serra publicó la novela en catalán Un estiu, en la editorial valenciana Sembra Llibres, basada en los sucesos ocurridos en el camping.